# Charles B. Landis
Charles Beary Landis, född 9 juli 1858 i Millville i Ohio, död 24 april 1922 i Asheville i North Carolina, var en amerikansk republikansk politiker. Han var ledamot av USA:s representanthus 1897–1909.
Landis utexaminerades 1883 från Wabash College i Indiana och var därefter verksam som journalist. År 1897 efterträdde han Frank Hanly som kongressledamot och efterträddes 1909 av Martin A. Morrison. Landis avled 1922 och gravsattes på Mount Hope Cemetery i Logansport i Indiana.